# Bahnhofstraße (Kempten)
Die Bahnhofstraße in Kempten (Allgäu) ist eine aus der Innenstadt in den Süden führende Straße. Mit der Verlegung des Bahnhofs aus der Innenstadt einen Kilometer weiter südlich im Jahr 1969 wurde der Verlauf der Straße grundlegend verändert.

## Geschichte

### Bahnhofstraße

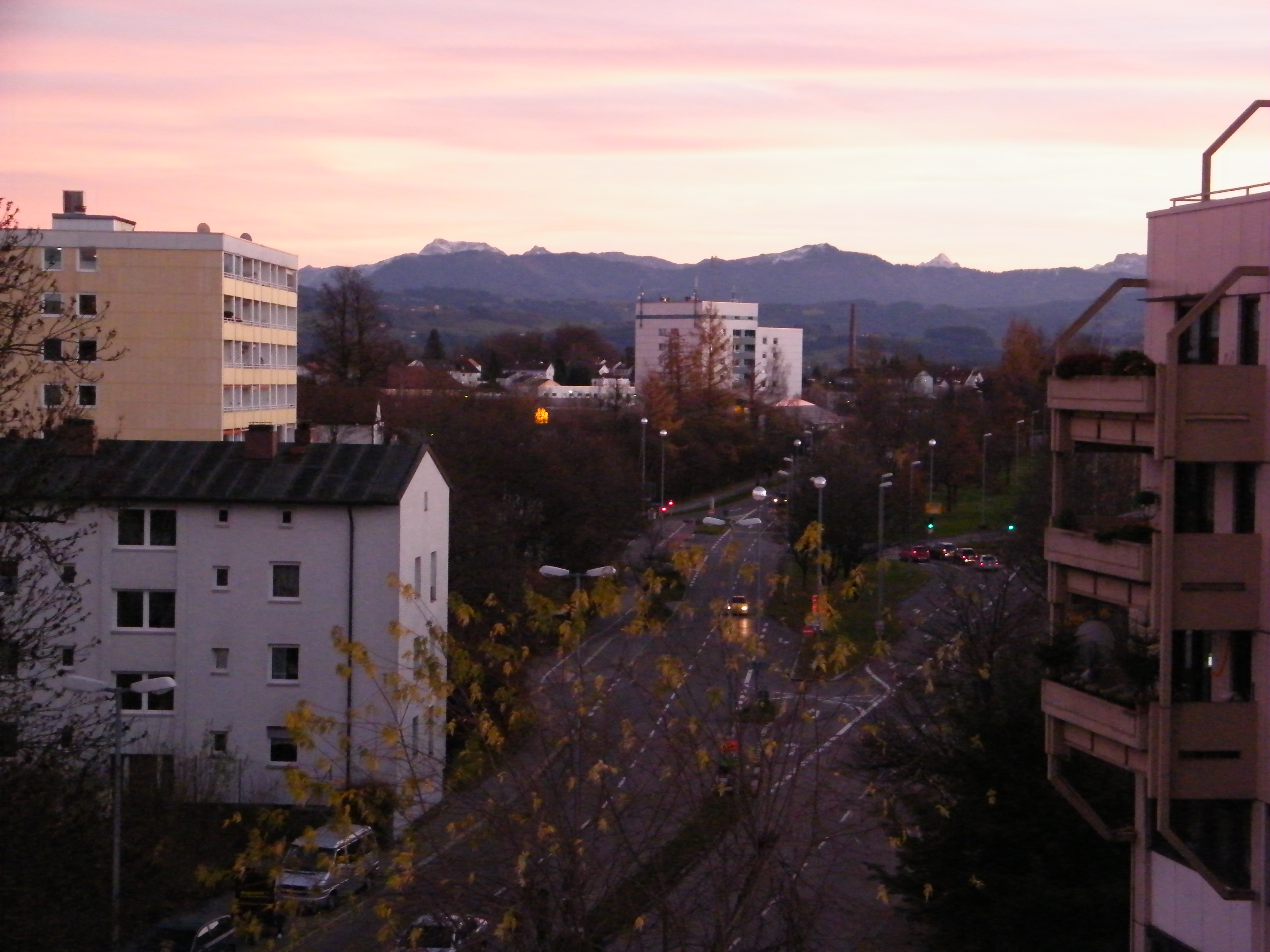
Der mit der Verlegung des Hauptbahnhofs neu entstandene Abschnitt der Bahnhofstraße in den Süden

Bis in das 19. Jahrhundert waren an der Straße nach Eich und Haslach (heute Hochschule Kempten) die weitflächigen Gartenanlagen der reichsstädtischen Bürger. Ab der Mitte des 19. Jahrhunderts entstanden beidseitig der Bahnhofstraße die Bierkeller der reichsstädtischen Brauereien. Hier wurde das Bier gelagert und unter den schattigen Kastanien ausgeschenkt. Diese Bäume dienten nicht der Atmosphäre, sie sollten vor Sonneneinstrahlung schützen und dienten damit der Kühlung des Biers.
Mit dem Bau des neuen Bahnhofs Kempten außerhalb der bisherigen städtischen Bebauung im Süden wurde eine Straße neu eingerichtet. Sie erhielt den Namen Bahnhofstraße. So wurden auch die Kellereien durch massive Gründerzeitbauwerke, die vor allem repräsentativ wirken sollten, ersetzt. Die Bahnhofstraße war die direkte Anbindung an die Kernstadt. Die Bierkeller wurden mit der Erfindung der Kältemaschine entbehrlich. Nur der sogenannte Gansgarten konnte sich bis 1929 halten.
Um 1909 erwarb der Baumeister Nikolaus Menninger das Gelände zwischen der Bahnhofstraße und Kotterner Straße. Das bisherige Anwesen wurde abgebrochen. Projektiert wurde das Großhotel Kaiserhof, jedoch zeigte sich bald, dass das Hotel für die Stadt überdimensioniert ist. So wurden mehrere eigenständige Bauten errichtet und nach Fertigstellung veräußert. Als besonders herausragend galt der markante Turmaufsatz auf dem Haus mit der heutigen Anschrift Bahnhofstraße 12. Es wird heute durch die Bahnhof-Apotheke und zahlreiche Arztpraxen genutzt. Der Turmaufsatz wurde jedoch schnell baufällig und wurde im Zuge einer Gebäudemodernisierung von Andor Ákos 1929 abgetragen.

### Alter Bahnhofplatz/August-Fischer-Platz
Der Bahnhofplatz verband bei der Errichtung des Bahnhofs die Zufahrtsstraße (die heutige Mozartstraße) von der Stiftsstadt sowie die Bahnhofstraße. Mit der Verlegung des Hauptbahnhofs im Jahr 1969 wurden die alte Hausnummerierungen in die der Bahnhofstraße integriert. Die Bahnhofstraße selber wurde verlängert (neu trassiert) und reicht mit der Fertigstellung des Mittleren Rings bis zum Heussring/Oberstdorfer Straße.
Der ehemalige Bahnhofplatz wurde auch weiterhin als Omnibusbahnhof benutzt, 1995 wurde dieser Busbahnhof für den Nahverkehr als Zentrale Bus-Umsteigestelle der Verkehrsgemeinschaft Kempten in den Stadtpark verlegt. In den 1990ern wurde der Platz zu Ehren des ehemaligen Oberbürgermeisters August Fischer in August-Fischer-Platz umbenannt. Bis zum Baubeginn des Einkaufszentrums Forum Allgäus zu Beginn der 2000er Jahre war der Platz mit Kopfstein aus alten Bahnzeiten belegt und diente als öffentlicher Großparkplatz. Mit der Fertigstellung des Einkaufszentrums im Jahr 2003 erhielt die Fläche auch eine neue Platzgestaltung. Ein Brunnen von Max Schmelcher ziert seitdem den ehemaligen Bahnhofplatz.

### Entwicklung in den 2000ern
2013 wurde zwischen der Kreuzung Bahnhofstraße/Kotterner Straße/Hirnbeinstraße sowie Bahnhofstraße/Fischerstraße/Beethovenstraße/Freudenberg eine neue Fußgängerzone eingerichtet, die dennoch von Stadtbussen befahren wird. Diese Situation entwickelte sich aus der Sperrung der Straße wegen des Um- und Neubaus des Allgäu Towers bzw. Zentralhauses. Durch eine Unterführung kann dann in die Fischerstraße, der alten Fußgängerzone, gegangen werden.
Im Juli 2015 erschienen Pläne eines Umbaus des südlichen Straßenabschnitts. Die vierspurige Straße soll auf zwei Spuren verkleinert werden, für Fahrradfahrer soll es eine eigene Spur geben. An der Hochschule soll ein Kreisverkehr entstehen. Ziel ist eine Verkehrsberuhigung in diesem Bereich.

## Bebauung

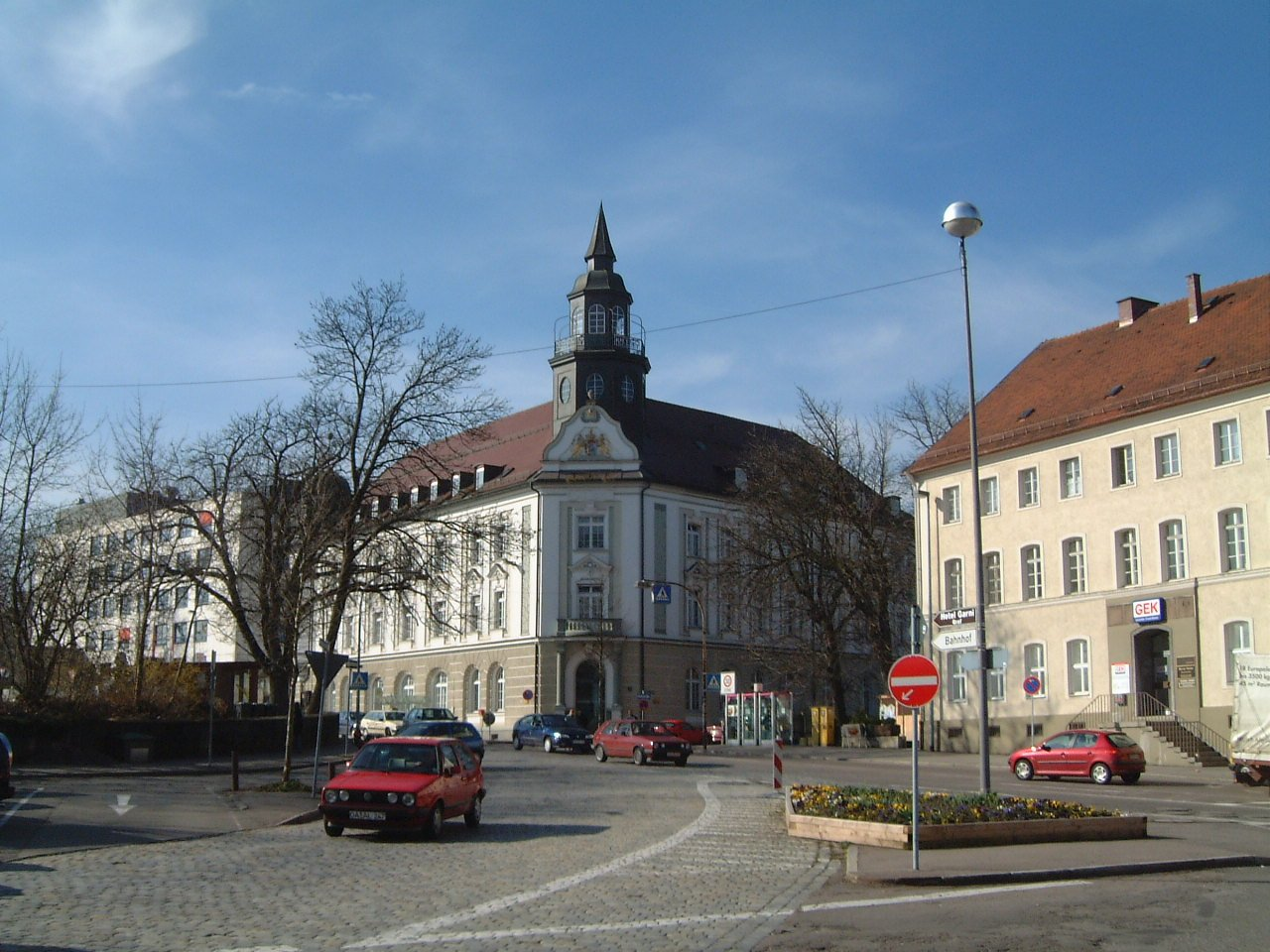
Altes Postamt am ehemaligen Bahnhofsplatz (vor 2003)
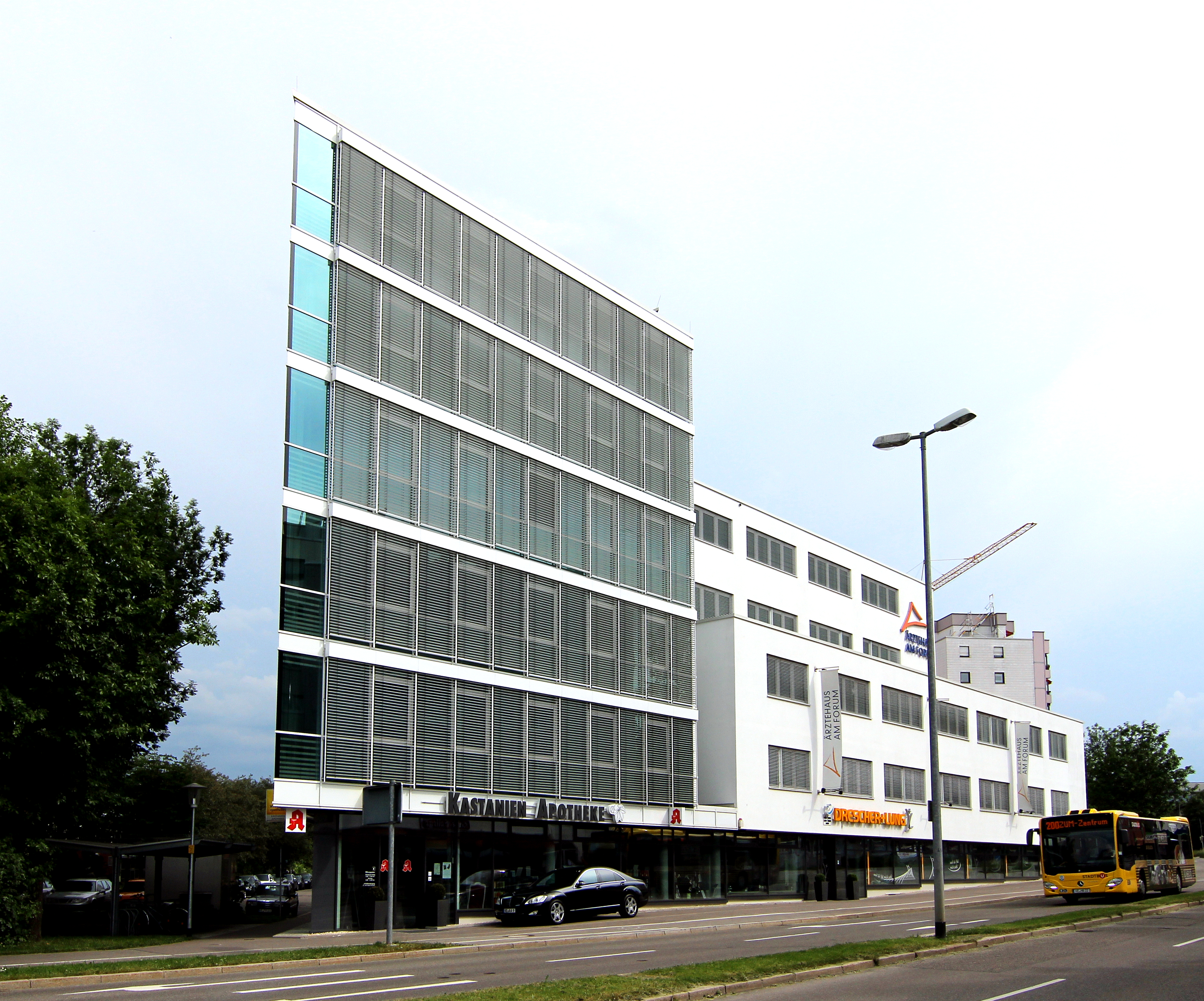
Ärztehaus am Forum, Bahnhofstraße 42
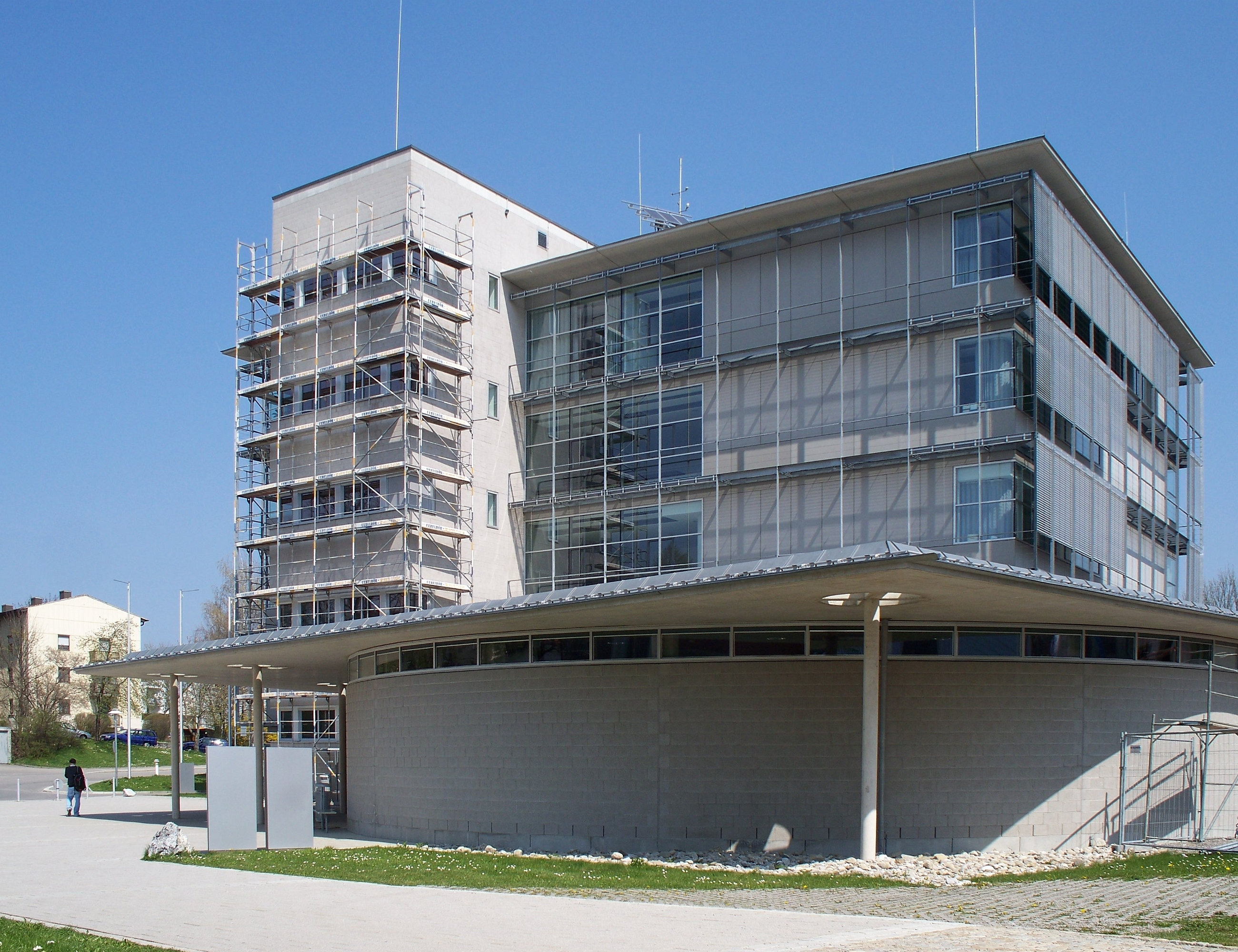
Gebäude IV. der Hochschule Kempten, Bahnhofstraße 61
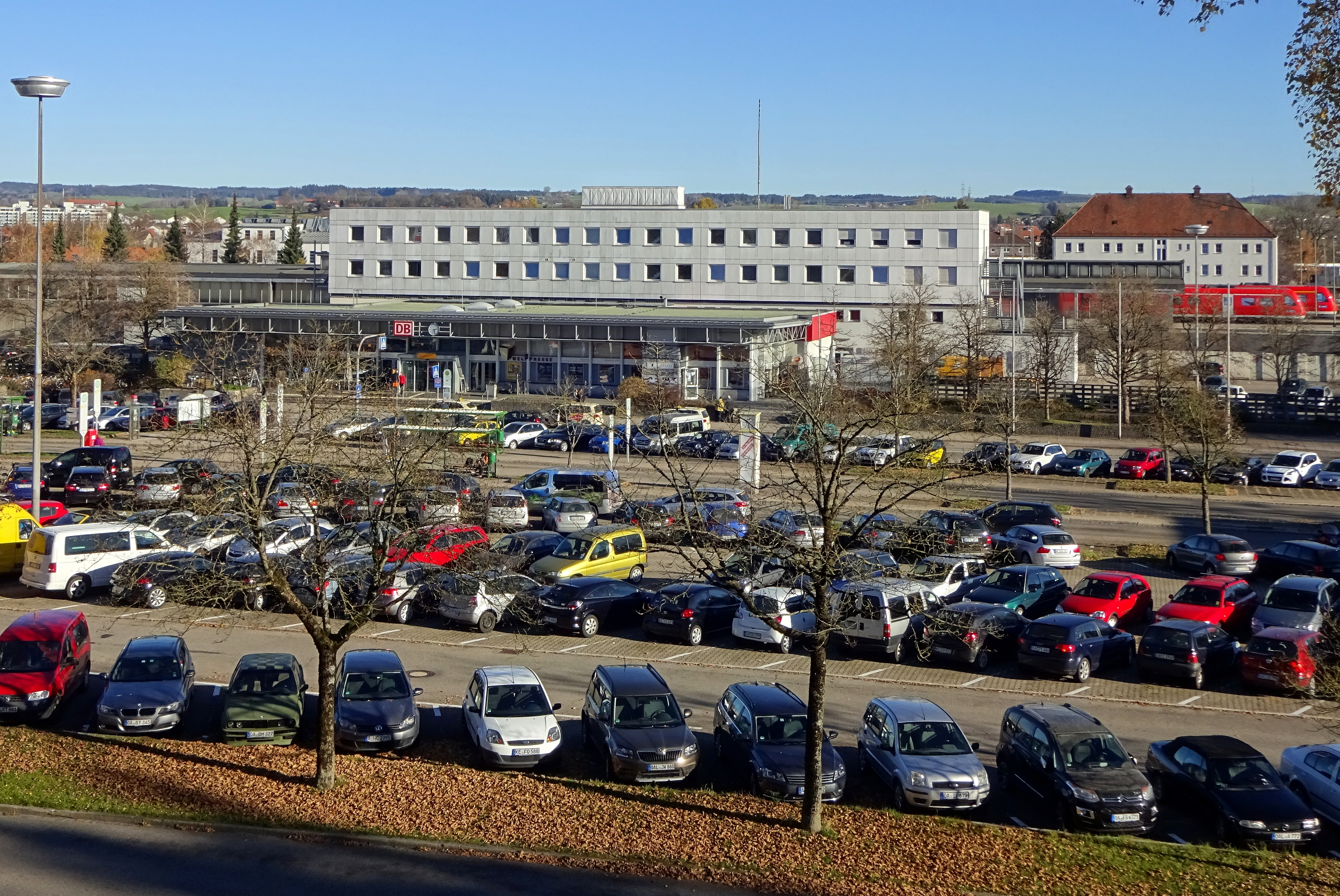
Kempten (Allgäu) Hauptbahnhof (Bahnhofplatz 2) mit dem davor liegendem Bahnhofplatz
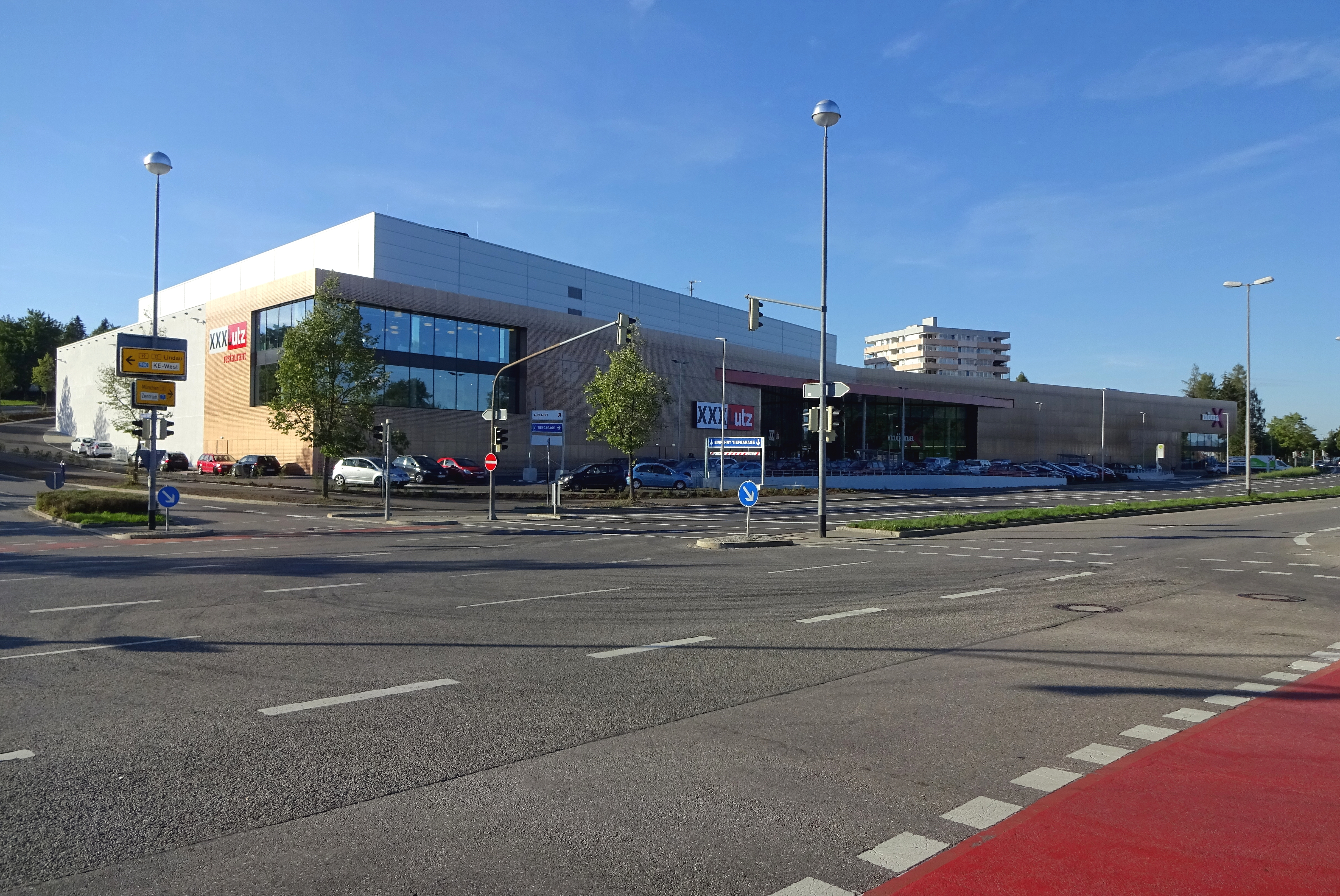
Wohnkaufhaus XXXLutz und Mömax, Bahnhofstraße 77